# إيغناز دولينغر
ايجنز دولينجر (بالألمانية: Ignaz Döllinger) (و. 1770 – 1841 م) هو عالم نبات، وأستاذ جامعي من ألمانيا . ولد في بامبرغ .
وكان عضو في الأكاديمية الألمانية للعلوم ليوبولدينا.
توفي في ميونخ ، عن عمر يناهز 71 عاماً.

## مناصب وهيئات
أدار جامعة لودفيش ماكسيميليان في ميونخ، وجامعة فورتسبورغ.